# Riethia zeylandica
Riethia zeylandica är en tvåvingeart som beskrevs av Freeman 1959. Riethia zeylandica ingår i släktet Riethia och familjen fjädermyggor. Inga underarter finns listade i Catalogue of Life.